# Pierwszy rząd Sándora Wekerle

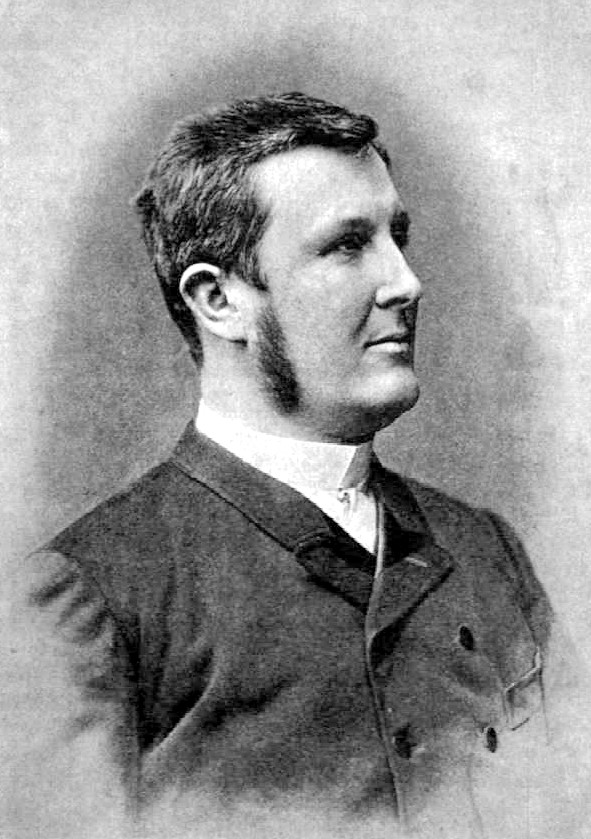
Sándor Wekerle

Pierwszy rząd Sándora Wekerle – rząd Królestwa Węgier, działający od 19 listopada 1892 do 15 stycznia 1895, pod przewodnictwem premiera Sándora Wekerle.